# Cercle et Carré
Cercle et Carré (Kruh a Čtverec) byla skupina abstraktních umělců, založená roku 1929 v Paříži.

## Historie skupiny
Zakladateli byli Katalánec Joaquin Torres Garcia, Španěl Pierre Daura a Belgičan Michel Seuphor. Skupina měla společnou výstavu v Paříži roku 1930 (vystaveno 130 abstraktních děl) a vydala celkem tři čísla stejnojmenného časopisu. Výstava se konala v Galerie 23, Rue La Boétie a zúčastnili se Hans Arp, Wassily Kandinsky, Fernand Léger, Piet Mondrian, Pierre Daura, Antoine Pevsner, Luigi Russolo, Georges Vantongerloo a další. Skupina zanikla po založení Abstraction-Création, kam většina členů přešla.
Od roku 1936 pokračoval Joaquin Torres Garcia a Asociación de Arte Constructivo ve vydávání časopisu v Montevideu v Uruguayi pod názvem Círculo y Cuadrado. Do roku 1943 vyšlo celkem 10 čísel časopisu.

### Členové
| - Wassily Kandinsky (1866-1944) - Piet Mondrian (1872-1944) - Joaquín Torres García (1874-1949) - Julio González (1876-1942) - Fernand Léger (1881-1955) - Walter Gropius (1883-1969) - Luigi Russolo (1885-1947) - Antoine Pevsner (1886-1962) - Georges Vantongerloo (1886-1965) - Hans Arp (1886-1966) | - Kurt Schwitters (1887-1948) - Le Corbusier (1887-1965) - Willi Baumeister (1889-1955) - Sophie Taeuber-Arp (1889-1943) - Enrico Prampolini (1894-1956) - Pierre Daura (1896-1976) - Jean Gorin (1899-1981) - Alberto Sartoris (1901-1998) - Michel Seuphor (1901-1999) - Huib Hoste (1881-1957) |